# Licania humilis
Licania humilis är en tvåhjärtbladig växtart som beskrevs av Adelbert von Chamisso och Diederich Franz Leonhard von Schlechtendal. Licania humilis ingår i släktet Licania och familjen Chrysobalanaceae. Inga underarter finns listade i Catalogue of Life.

## Bildgalleri

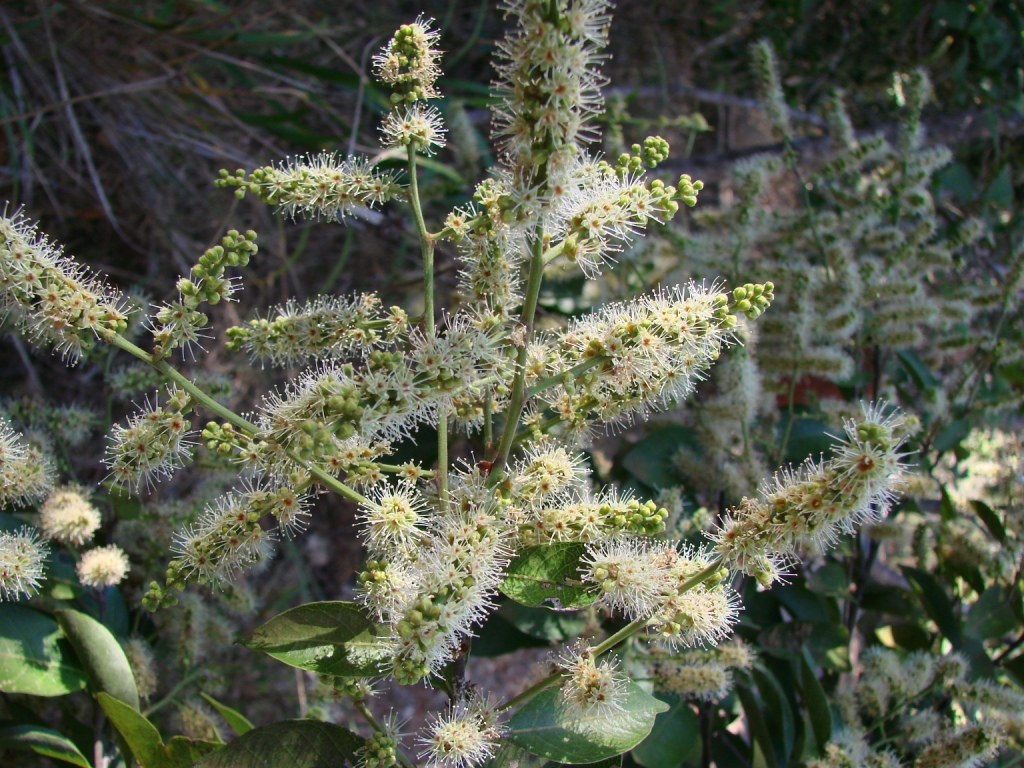
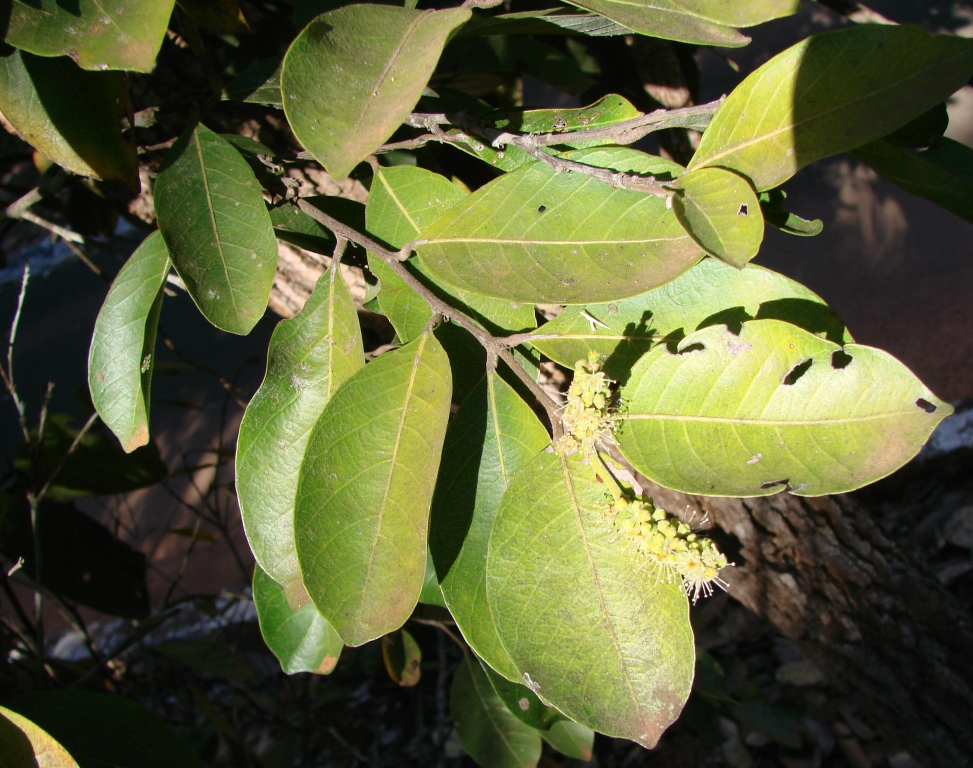